# Aa aurantiaca
Aa aurantiaca је врста из рода орхидеја Aa из породице Orchidaceae. Ово је врста јужноамеичке орхидеје из Перуа. Расте по травњацима на висинама од 3500 до 4000 метара, коју је описао D.Trujillo, 2011. године